# Acomys
Acomys (I.Geoffory, 1838) è un genere di Roditori della famiglia dei Muridi.

## Descrizione

### Dimensioni
Al genere Acomys appartengono roditori di piccole dimensioni, con lunghezza della testa e del corpo tra 74 e 128 mm, la lunghezza della coda tra 45 e 100 mm e un peso fino a 53 g.

### Caratteristiche craniche e dentarie
Il cranio presenta un'ampia scatola cranica appiattita, le creste sopra-orbitali robuste e un rostro relativamente lungo. I fori palatali sono lunghi, mentre la fossa meso-pterigoidale è coperta dalle ossa palatali che si estendono ben oltre gli ultimi molari.
Sono caratterizzati dalla seguente formula dentaria:

### Aspetto
La pelliccia è densamente ricoperta di rigidi peli spinosi, particolarmente sulla groppa, le parti dorsali variano dal giallastro chiaro al bruno-rossiccio, rossastro o grigio scuro, mentre le parti ventrali sono solitamente bianche. Il muso è appuntito, gli occhi sono relativamente piccoli. Le orecchie sono grandi ed erette. I piedi sono brevi e larghi, mentre le dita non sono particolarmente ridotte. La coda è solitamente più corta della testa e del corpo, appare praticamente priva di peli e rivestita di grosse scaglie, tende a staccarsi facilmente quando è afferrata. Le femmine hanno 2-3 paia di mammelle inguinali.

## Distribuzione
Questo genere è diffuso nelle zone desertiche e semi-desertiche dell'Africa settentrionale e occidentale e del Vicino Oriente.

## Tassonomia
Il genere comprende 19 specie.
- Sottogenere Acomys - Il terzo molare non è particolarmente ridotto.
  - Acomys airensis
  - Acomys cahirinus
  - Acomys cilicicus
  - Acomys cineraceus
  - Acomys dimidiatus
  - Acomys ignitus
  - Acomys johannis
  - Acomys kempi
  - Acomys minous
  - Acomys mullah
  - Acomys muzei
  - Acomys nesiotes
  - Acomys ngurui
  - Acomys percivali
  - Acomys russatus
  - Acomys spinosissimus
  - Acomys wilsoni
- Sottogenere Peracomys - È presente una settima piccola cuspide aggiuntiva sul primo e talvolta secondo molare superiore.
  - Acomys louisae
- Sottogenere Subacomys - I molari sono insolitamente stretti, il terzo è notevolmente ridotto.
  - Acomys subspinosus